# Mouvement agrarien américain de La Grange

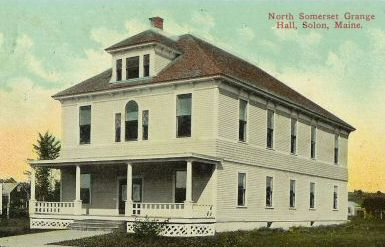
Grange Hall de Solon, dans le Maine, 1910

La Grange est un mouvement agrarien américain fondé en 1867 et devenu une organisation fraternelle aux États-Unis, qui encourage les familles à se regrouper pour promouvoir les politiques économiques en faveur du bien-être des communautés agricoles et du progrès de l'agriculture. La Grange, fondée après la Guerre de Sécession en 1867, est l'un des plus anciens groupe de défense de l'Amérique agricole ayant une portée nationale. La Grange a activement fait pression sur les législatures pour la baisse des tarifs facturés par les chemins de fer et la livraison gratuite du courrier par la Poste en milieu rural.
En 2005, la Grange avait un effectif de 160 000 membres, avec des organisations de 2 100 communautés dans 36 états. Elle a son siège à Washington, DC, dans un bâtiment construit par l'organisation dans les années 1960. De nombreuses communautés rurales des États-Unis ont encore une Grange Hall, en tant que centre de la vie rurale pour de nombreuses communautés agricoles.

## Histoire

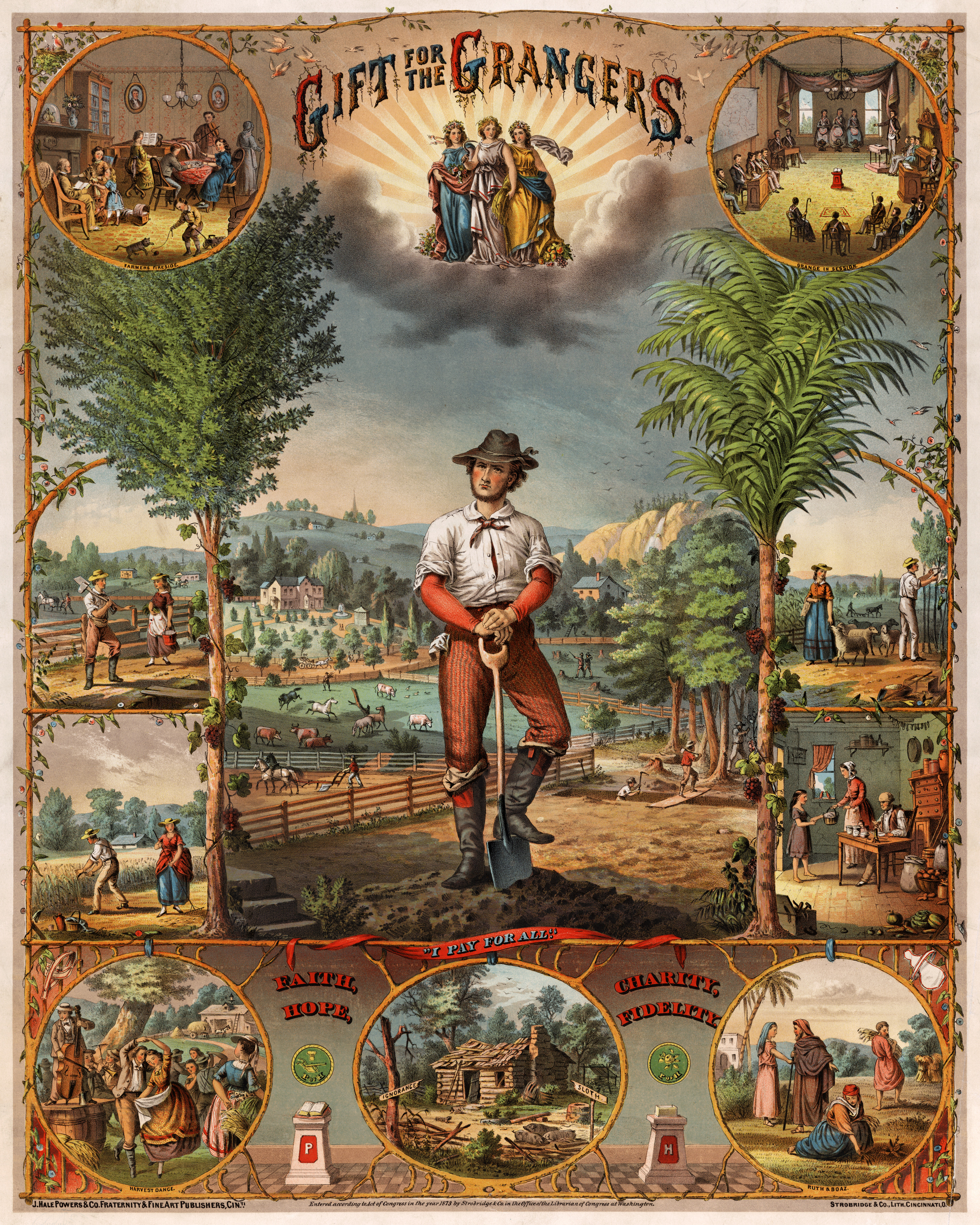
Affiche promotionnelle de 1873.

Le 15 novembre 1867, Oliver Hudson Kelley a jeté les bases d'une nouvelle organisation militant pour le soutien de l' agriculture américaine à travers l'organisation du Mouvement agrarien américain de La Grange, dont il fut le premier secrétaire jusqu'à sa démission en 1878.
Le mouvement coopératif a voulu s'appeler « La Grange », du nom de leurs lieux de réunion, car c'est une société secrète. Les autres fondateurs de « La Grange » furent William Saunders, Francis M. McDowell, John Trimble, Aaron B. Grosh, John R. Thompson, William M. Ireland, et la nièce de Kelley Caroline A. Hall.
Les fondateurs veulent lutter contre les injustices qui frappent les fermiers nord-américains des Grandes Plaines, en particulier dans l'Illinois ou le Wisconsin. Les « grangers » s'implantent essentiellement dans les régions céréalières. À l'origine d'un fort mouvement agrarien, la Grange compte 800 000 adhérents en 1875. Les agriculteurs et éleveurs du Sud les ont rejoints car dans le Sud, les agriculteurs pauvres avaient payé le plus lourd tribut de la Guerre Civile. Dans certains États, comme l'Illinois ou le Wisconsin, ils parviennent à élire assez de représentants aux assemblées locales pour obtenir des lois favorables. Le mouvement de la Grange est formé d'associations locales ayant pour objectif de remplacer les intermédiaires abusifs par des coopératives agricoles.
Les « grangers » du Nord, des céréaliers, dénoncent des discriminations entre les usagers des silos-élévateurs, où les grands céréaliers et les négociants sont mieux traités que les petits, en raison de la construction de grands silos-élévateurs, qui permettent en plus à leurs propriétaires de spéculer, grâce à un meilleur accès à l'information.
En 1866, au cours d'une période très spéculative sur le marché à terme de Chicago (CBOT), le jeune Benjamin P. Hutchinson se fait remarquer par une spéculation sur le blé. Face au mécontentement des petits céréaliers, qui vendent à des prix plus bas que les autres en plus de payer cher leur stockage, un comité du marché à terme de Chicago a enquêté en 1866 sur les factures de stockage et les juge "assez élevées" mais pas plus qu'à Buffalo.
La même année, une proposition de loi du sénateur F. A. Eastman de Chicago propose une réglementation des silos-élévateurs, qui devront subir des inspections, ainsi que des obligations de publication des stocks. Les directeurs du CBOT reprennent ces demandes mais dans une version altérée, ce qui amène les membres  du marché à exiger leur départ et à créer un comité des cent envoyé à Springfield pour faire campagne en faveur de ce projet de loi, avec des articles dans le Chicago Tribune. Finalement la loi n'aboutit pas.  
Les « grangers » veulent aussi combattre les tarifs élevés des compagnies ferroviaires, les fermiers ayant notamment été rapidement ruinés par les prix des transports de céréales. L'activisme politique de la Grange a donné lieu à une série de lois connues sous le nom de «Granger Laws»,  pour résoudre les problèmes des chemins de fer et des entrepôts, dans «l'intérêt public». Ces lois ont été adoptées dans cinq États du Midwest. 
Dans les décennies suivantes, les politiciens s'inspireront des lois inspirées par les "Granger" et créeront des contrôles sur de nombreuses industries, allant de la viande à la drogue, sous prétexte que les réglementations gouvernementales étaient essentielles pour protéger les intérêts de tous, pas seulement les agriculteurs. La "Grange" a également joué un rôle clé dans la création de l'Interstate Commerce Act de 1887, qui prévoyait la première réglementation fédérale des chemins de fer pour contrôler les tarifs de transport injustes.

## Années 1880
Le combat de "La Grange" a inspiré la Northwestern Alliance, un mouvement populiste des années 1880 regroupant des fermiers des prairies américaines, fondé par le journaliste agricole Milton George.

## Dans les années 2010

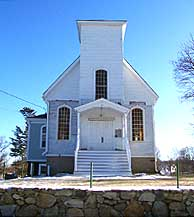
Grange Hall de Slatersville, dans le Rhode Island, maintenant un centre communautaire

La Grange continue de militer pour la cause des agriculteurs, y compris sur les questions de libre-échange et de politique agricole. La Grange offre des possibilités pour les individus et les familles de développer leur potentiel afin de bâtir des collectivités plus fortes et se définit comme un organisme non partisan, qui ne soutient jamais des partis politiques ou des candidats. 
En 2013, la Grange a envoyé une lettre au Congrès contenant un appel pour le doublement de l'immigration légale. Cependant, cette position a été révisée et la Grange s'oppose ensuite fermement à l'immigration illégale.

## Les rituels et les cérémonies

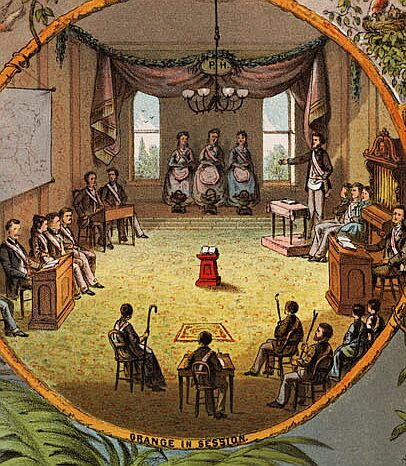
Grange en session, 1873

Lorsque la Grange a été fondée en 1867, elle a emprunté certains de ses rituels et de ses symboles de la franc-Maçonnerie, y compris les réunions secrètes, serments et mots de passe spéciaux.
Le mouvement a aussi copié les idées de la mythologie grecque et romaine et de la Bible. Les élus sont chargés de l'ouverture et de la clôture de chaque réunion. Il y a sept degrés d'adhésion; la cérémonie de chaque degré est liée aux saisons.
Au cours des dernières décennies, la Grange a opté pour des réunions publiques et ne se réunit plus en secret, mais reconnaît la richesse de son histoire et la pratique de certaines traditions.[réf. nécessaire]

## Organisation
La Grange est une organisation hiérarchique allant des communautés locales à la National Grange de l'organisation. Au niveau local de la communauté sont-Granges, autrement connu comme subordonné Granges. Tous les membres sont affiliés à au moins un subalterne. Dans la plupart des états, de multiples actions subalternes à Granges sont regroupées pour former Pomona Granges. Généralement, Pomona Granges sont constitués de tous les subordonnés dans un comté. Suivant dans l'ordre viennent de l'État des Granges, qui est l'endroit où la Grange commence à être particulièrement actif dans le processus politique. Etat des Maîtres (Présidents) sont responsables de la supervision de l'administration des Subalternes et Pomone Granges. Ensemble, trente-cinq Granges, ainsi que Potomac Grange #1 à Washington, DC, le National Grange. Le National Grange représente les intérêts de la plupart des Grangers dans les activités de lobbying similaire à l'état, mais sur une échelle beaucoup plus grande. En outre, le Grange supervise la Grange rituel. La Grange est une base de l'organisation; presque tous politique provient au niveau subordonné.
La devise de la Grange est In necessariis unitas, in dubiis libertas, in omnibus caritas (« pour l'essentiel Dans l'unité ; dans le non-essentiel, à la liberté ; en toutes choses, de la charité »). En effet, le mot « grange » vient d'un mot Latin pour le grain, et est liée à un "grenier" ou, de manière générique, une ferme.

## Voir aussi

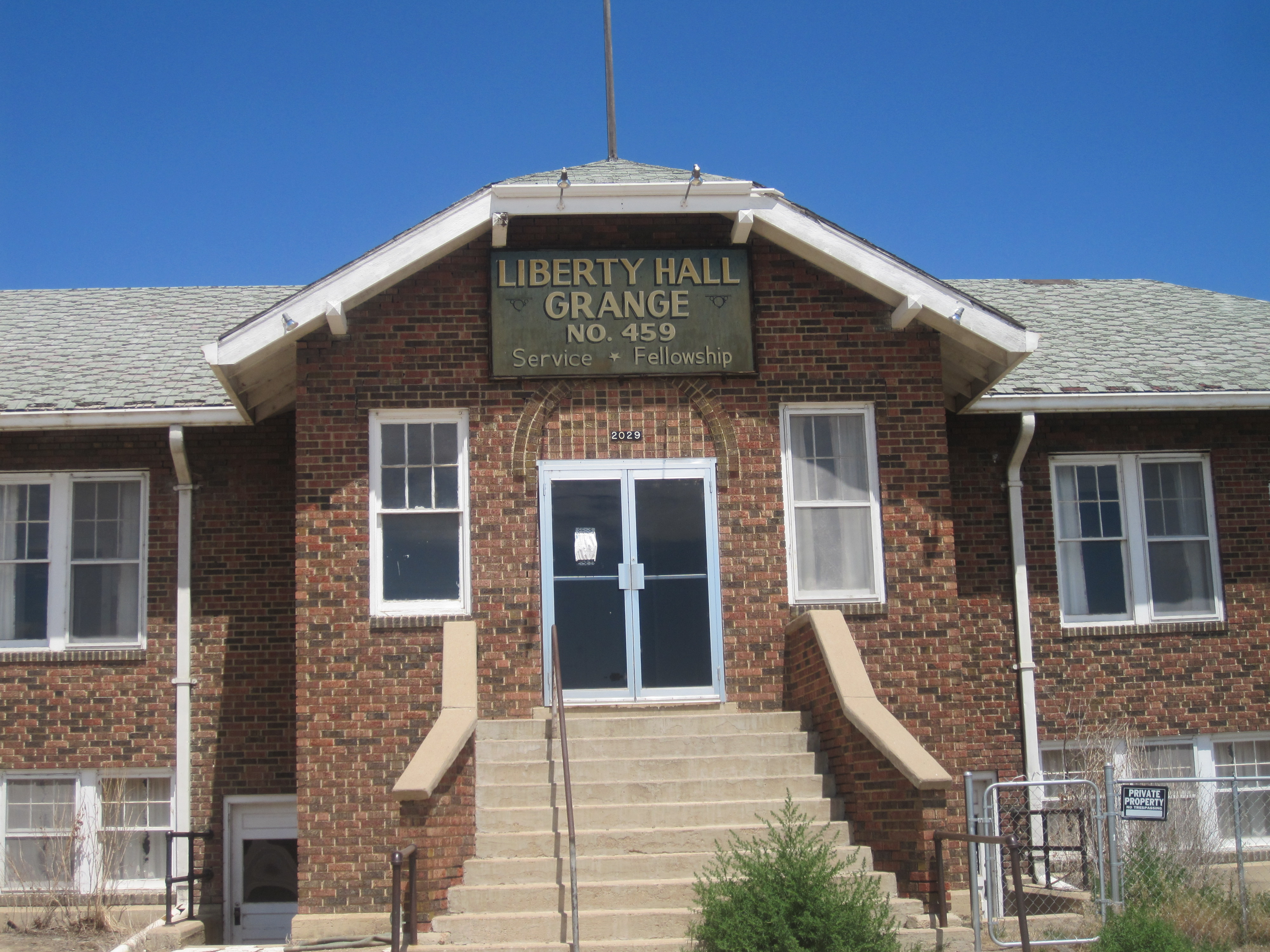
Grange bâtiment à l'est de Longmont, Colorado

### Sources primaires
- Communes, John R. et coll. eds. Une Histoire Documentaire de l'Américain de la Société Industrielle, v 10, (1911) p. 39-138. en ligne
- Goss, Albert S. "Programme Législatif de la National de la Grange," Journal de l'Économie Agricole, Vol. 29, N ° 1, Nombre De Procédures (Fév., 1947), pp. 52-63 par Grange leader
- Kelley, Oliver Hudson. Origine et progrès de l'ordre des Patrons de l'Élevage dans les États-Unis (1875) 441pp texte intégral en ligne
- Les textes complets des sources primaires sur la Grange